# Jydske Asyl
Jydske Asyl, egl. Sindssygeanstalten for Nørrejylland og senere Aarhus Universitetshospital, Risskov, var et psykiatrisk hospital i Risskov ved Aarhus

## Historie
Anstalten blev oprettet af Staten ifølge plakat af 13. oktober 1847 (Placat angaaende Oprettelsen af en Helbredsanstalt for Sindssvage i Nørre-Jylland) og blev taget i brug 1. september 1852. Den var oprindelig alene bestemt for helbredelige sindssyge, men udvidedes ifølge lov af 16. februar 1856 til også at optage uhelbredelige patienter. Den var nærmest bestemt til behandling og forplejning af syge — indtil 270 af hvert køn —, der var hjemmehørende i Nørrejylland, ifølge Fællesregulativet af 3. november 1888 fra Aarhus, Viborg og Aalborg Stifter samt fra Skodborg-Vandfuld og Hjerm-Ginding Herreder i Ringkjøbing Amt; dog kunne også patienter fra andre dele af landet såvel som fra udlandet optages, for så vidt pladsen tillod det. Fra først af var der kun plads til 130 helbredelige, der kun havde ret til at blive i 2 år, hvis de ikke blev helbredte, men efter den 1856 vedtagne udvidelse, færdig 1861, blev der plads til 200 af hvert køn, der blev beholdt, så længe sygdommen varer, og 1881 udvidedes pladserne atter. Pr 1. december 1901 var der 493 patienter (deraf 235 mænd og 258 kvinder); i det hele blev der i perioden fra 1. september 1852 indtil 1. december 1901 optaget 6.490 patienter. De blev fordelt i 3 forplejningsklasser, for hvilke betalingen pr. dag i 1901 udgjorde 2,50, 1,50 og 1,08 kr.; uformuende blev forplejet på 3. klasse for 55 øre. Ved anstalten var der i 1901 ansat en overlæge (den eneste kgl. ansatte embedsmand), to reservelæger, en kandidat, en forvalter og kasserer, en bogholder, en oldfrue, en husholderske m.m.; i alt var der omkring 1901 knyttet ca. 140 funktionærer og tyende til Jydske Asyl.
Ved kgl. resolution af 2. januar 1858 udgjorde anstalten en egen menighed, og sognepræsten i Vejlby var præst ved anstalten. I 1940 blev Risskov Sogn udskilt fra Vejlby Sogn. Direktionen bestod oprindeligt af 3 medlemmer med overlægen som formand.
I 1921 blev Direktoratet for Statens Sindssygehospitaler oprettet, og Jydske Asyl blev underlagt dette direktorat, som i 1959 skiftede navn til Direktoratet for Statshospitalerne. En ny lov, der trådte i kraft 1976, overførte statens hospitaler til behandling af sindslidende til de amtskommuner, i hvilke de var beliggende; dvs. i Jydske Asyls tilfælde Århus Amt. Samtidig skiftede institutionen navn til Psykiatrisk Hospital i Århus.
Jydske Asyl er nu en del af en ny bydel i Risskov kaldet Bindesbøllbyen.

## Hjernesamlingen
I hospitalets kælder blev der tidligere opbevaret en samling af 9.479 hjerner udtaget fra afdøde patienters kranier i perioden fra 1945 til 1982.
Hjernesamlingen blev mulig, da Direktoratet for Statens Sindssygehospitaler oprettede Hjernepatologisk Institut. Formålet var at foretage hjerneundersøgelser. I 1945 begyndte indsamlingen af hjerner fra afdøde psykiatriske patienter. Dengang overvejede man ikke at spørge patienterne selv eller de pårørende om tilladelse til at tage deres hjerner. I dag er det ikke tilladt, og indsamlingen sluttede i 1982.
I 2017 besluttede politikerne i Region Midtjylland, at det ikke kan svare sig at flytte samlingen til Skejby. Derfor skulle samlingen destrueres. Senere blev det dog besluttet, at en del af samlingen skal doneres til et andet hospital i Danmark.

## Arkitektur
Anstalten, der ligger smukt lige nord for Riis Skov, omtrent 700 alen fra kysten mellem Aarhus-Ryomgaard-banen og Grenaavejen, fra hvilken en allé fører op til den, indtager et areal af omtrent 100 tønder land (5 3/4 tønder hartkorn), hvoraf 27 1/2 tønder land går ind under avlsbruget, medens det øvrige er benyttet som byggegrund, have, skov osv.
Det store bygningskompleks, der er omgivet af udstrakte haveanlæg, er opført 1849-52 af gule mursten med skifter af røde sten efter en af anstaltens første overlæge Harald Selmer og bygningsinspektør F.F. Friis udarbejdet plan, der siden noget ændredes og udførtes af Gottlieb Bindesbøll, og udvidedes 1859-61 efter tegninger af Ferdinand Meldahl. Anlægsomkostningerne med grund, inventar osv. beløb sig til 269.080 rigsdaler, udvidelsen 1859-61 kostede 300.977 rigsdaler; to, 1886-88 opførte tilbygninger, et 1888-89 opført ligkapel på kirkegården (nedrevet omkring 1970) og nogle nybygninger 1898-99 kostede i det hele 243.928 kr. I 1892 blev der opført nogle funktionærboliger tegnet af Hack Kampmann. I 1889 opførtes maskinhuset efter tegninger af Ludvig A. Petersen. I 1892 blev gartnerboligen tegnet af arkitekt W.Th. Walther opført.
Bygningsanlægget var på opførelsestidspunktet inddelt i en herreafdeling mod nord og en kvindeafdeling mod syd, de mandlige og kvindelige patienter blev holdt skarpt adskilt under indlæggelsen. Komplekset består af et midtparti, der omslutter en aflang-firkantet gård, hvis østlige fløj er hovedbygningen, i to stokværk med kælder og ottekantet tårn med kobberdækket kuppel midt på facaden samt fremspringende partier med kamgavle. I de fritliggende længer vat indrettet kontorer i den nordre længe mens der var køkken, vaskeri og betjentboliger i den søndre. Den fjerde side af gården afsluttes af et jerngitter med murede piller.
Hovedbygningen rummede festsal, kirkesal og oprindeligt overlægens lejlighed indrettet i det centrale tårn. Festsalen er meget rigere udsmykket end kirkerummet; angiveligt fordi Selmer og Bindesbøll ikke ville risikere, at eventuelle religiøse vrangforestillinger hos patienterne skulle blive forstærket. De tidligere patientbygninger, der forgrener sig på nord- og sydsiden af midtpartiet, er omtrent alle i to stokværk (kun de to yderste på begge sider af indkørslen er i 1, enkelte partier i 3 stokværk). Patientfløjene var indrettet med et åbent korridorsystem anlagt langs de vestre og nordre langsider, således at patientrum og opholdsrum vendte mod lyset i syd og øst. Det lå Selmer meget på sinde at inddrage "Naturens Skjønheder [i en] venlig Beliggenhed og et afvexlende Landskab", og i parken fandtes der frugttræer og baner til tennis, boccia og andre spil.
Jydske Asyls hovedbygning blev fredet i 1979 (udvidet 1997) og regnes som et hovedværk inden for den tidlige historicisme og som et vendepunkt i Bindesbølls produktion.

## Kirkegården
Anstalten havde sit eget vandværk ligesom sin egen kirkegård (indviet 20. november 1857), hvor den første overlæge Harald Selmer (død 1879) hviler (granitsten med portrætmedaljon). Kirkegården, der er landets ældste kirkegård knyttet til et psykiatrisk hospital, blev nedlagt 100 år senere, i 1957, men alligevel skete den sidste begravelse i 1962. Indførelsen af psykofarmaka i 1950'erne havde drastisk forbedret livsudsigterne for patienterne, så kirkegården var ikke længere nødvendig. I alt er 235 personer begravet her. Kirkegården er under nedlæggelse og skal benyttes som byggegrund for boliger.

## Museum Ovartaci
Museum Ovartaci er et psykiatrisk museum centreret omkring kunst og genstande skabt af patienten Louis Marcussen, bedre kendt som Ovartaci, som var indlagt på hospitalet i 56 år fra 1929 til sin død, 91 år gammel, i 1985. Museet flytter i 2019 til en ny adresse.

## Overlæger 1852-2018
Denne liste er ufuldstændig; hjælp gerne med at udfylde den.
- 1852-1878: Harald Selmer
- 1878-1898: Rasmus Holm
- 1898-1901: Knud Pontoppidan
- 1901-1921: Frederik Hallager
- 1921-1945: Aage Thune Jacobsen
- 1945-1979: Erik Strömgren
  - 1956-1972: Holger Voldby, overlæge for mandsafdelingen